# Foszfesztrol
A foszfesztrol szintetikus, nem-szteroid, inaktív ösztrogén (női nemi hormon). Prodrug: a szervezetben aktív formájára, dietilsztilbesztrollá hidrolizál.
Prosztatarák elleni szer. Hatása azon a megfigyelésen alapul, hogy az androgének (férfi nemi hormonok) elősegítik a prosztatadaganat növekedését. Az ösztrogén hatású anyagok csökkentik a vér androgénszintjét és a daganat méretét.

## Fordítás
- Ez a szócikk részben vagy egészben  a   Diethylstilbestrol című angol Wikipédia-szócikk fordításán alapul.  Az eredeti cikk szerkesztőit annak laptörténete sorolja fel. Ez a jelzés csupán a megfogalmazás eredetét és a szerzői jogokat jelzi, nem szolgál a cikkben szereplő információk forrásmegjelöléseként.
- Ez a szócikk részben vagy egészben  az   Androgen című angol Wikipédia-szócikk fordításán alapul.  Az eredeti cikk szerkesztőit annak laptörténete sorolja fel. Ez a jelzés csupán a megfogalmazás eredetét és a szerzői jogokat jelzi, nem szolgál a cikkben szereplő információk forrásmegjelöléseként.